# Вирџил Ерп
Вирџил Валтер Ерп (18. јул 1843 — Голдфилд, 19. октобар 1905) био је маршал Тумстоуна у Аризони и један од учесника обрачуна код О. К. корала, најпознатијег револверашког обрачуна америчког Дивљег Запада. Старији је брат Вајата Ерпа.

## Биографија
Вирџил је рођен 1843. године у Хартфорду у Кентакију. Био је други син Николаса Портер Ерпа и Вирџиније Ен Кокси. Вирџил је јула 1861. године приступио војсци Уније. Две године раније је оженио Магдалену Елен Рисдам која му је родила ћерку Нели Џејн. Учествовао је у Америчком грађанском рату. Служио је 83. илиноиски пешадијски пук. Николас Ерп је 1868. године одвео своју породицу у Ламар. Када је Вирџил 1865. године отпуштен из војске, вратио се у Ајову, али није могао да пронађе жену и ћерку. Радио је на фарми и држао је продавницу пре одласка у Калифорнију где се придружио остатку породице Ерп. Оженио је Роселу Драго 1870. године. Касније је упознао Ели Саливен из Фиренце у Небраски. Никада је није оженио, али је са њом остао до краја живота. Није познато шта је било са Роселом Драго након 1870. године. Вирџил је обављао различите послове попут шерифа, земљорадника, радника на железници у Вајомингу, радника у пилани, поштара. Део живота провео је у Даџ Ситију у Канзасу, заједно са млађим братом Вајатом. Јула 1877. године преселио се у Прескот. Учествовао је у потери за убицом Вилсоном и његовом бандом. Убио је једног од пљачкаша. Септембра 1879. године Вајат је понудио оставку на место помоћника шерифа у Даџ Ситију и, заједно са Вирџинијом, отишао у Тумстоун, бумтаун настао по открићу рудника сребра. Године 1880. у Тумстоун су стигли и Док Холидеј и Вирџилов млађи брат Морган.
У Тумстоуну су браћа Ерп били у сукобу са "Каубојима", локалним крадљивцима стоке предвођеним Ајком Клантоном. Маршал Тумстоуна страдао је 1880. године у сукобу са Карлијем Билом те је Вирџил постао вршилац дужности градског шерифа за плату од 100 долара месечно. Изгубио је на изборима за градског шерифа. Међутим, нови маршал је био у финансијским проблемима те је градско веће именовало Вирџила за привременог шерифа 6. јуна 1881. године. Лета 1880. године дошло је до првог сукоба Ерпових и "Каубоја", локалних крадљиваца стоке који су наносили велику штету компанији Велс Фарго у којој је радио и Вајат. Сукоб је окончан споразумом по коме су се разбојници обавезали да ће вратити украдену стоку.
Тензије између Каубоја и Ерпових достигле су врхунац 26. октобра 1881. године. Каубоји су пред О. К. коралом у Фримонт Стриту претили да ће убити Ерпове и Дока Холидеја. Шериф Вирџил Ерп је замолио Вајата, Моргана и Дока Холидеја да му помогну да разоружа разбојнике који су се 26. октобра окупили у близини О. К. корала у улици Фремонт. Представници закона су око 15 часова кренули ка Фремонт Стриту. Уследио је најпознатији револверашки обрачун у историји Дивљег запада. Обрачун је трајао око 30 секунди. У сукобу су погинули Френк, Том Меклари и Били Клантон. Били Клеборн и Ајк Клантон побегли су са бојишта. Вирџил је рањен у револверашком обрачуну, а једини неповређени био је његов брат Вајат.
Ајк Клантон је тужио Дока Холидеја и Ерпове за убиство, али их је судија ослободио због недостатка доказа. Вајат Ерп и Док Холидеј остали су на слободи, али је њихова репутација нарушена. Присталице "Каубоја" на њих су гледали као на пљачкаше и убице. Спремали су освету. Дана 28. децембра Вирџил је рањен у заседи која му је постављена у улици Ален. Погођен је метком у раме и леву руку. Ајков шешир пронађен је у згради из које је пуцано. Дана 2. фебруара 1882. године Вајат и Вирџил су поднели оставке маршалу, али је он одбио да их прими јер браћа нису измирила своје обавезе. Истог дана је Вајат послао Ајку Клантону писмо и затражио од њега да се измире. Ајк је то одбио. Клантон је тога дана ослобођен оптужби за напад на Вирџила јер су сведоци потврдили да се у време пуцњаве налазио у Чарлстону. Дана 18. марта 1882. године Морган Ерп убијен је у салуну у коме је играо билијар. Морган је метком погођен у кичму. Други метак је умало погодио Вајата. Морган је умро 40 минута након што је упуцан. Вајат је решио да сам казни Морганове убице. Потера је током свог двонедељног јахања убила четворицу људи: Индијанца Чарлија, Френка Стилвела, Карли Била и Џони Барнса.
Вирџил се две године опорављао од рањавања у кући својих родитеља у Колтону у Калифорнији. Године 1884. отворио је приватну детективску агенцију. Овај посао напустио је, по свему судећи, 1886. године када је изабран за констабла Колтона. Следеће године постао је градски маршал. Поново је изабран 1888. године. Вирџил и Ели су 1888. године напустили Колтон и преселили се у Сан Бернардино. Пет година касније преселили су се у бумтаун Вандербилт. Године 1895. преселили су се у Крипл Крик у Колораду где су срели Вајата Ерпа. Тамо су остали кратко и убрзо су се вратили у Прескот. Вирџил је једно време радио као рудар. Потом се селе на југ у Киркланд Валеј где је Вирџил радио као сточар. Вирџил је номинован за шерифа округа Јавапај у Аризони (1900), али је одустао од кандидатуре из здравствених разлога. Пре 1904. године се вратио у Колтон. Те године је напустио Калифорнију и последњи пут се придружио своме брату Вајату у Голдфилду у Невади. Тамо је постао заменик шерифа округа Есмералда. Након шестомесечне упале плућа, Вирџил је умро 19. октобра 1905. године. На захтев његове ћерке, Вирџилови посмртни остаци пренети су у Портланд у Орегон где је сахрањен на гробљу Ривер Вју.